# Ulrike Schielke-Ziesing

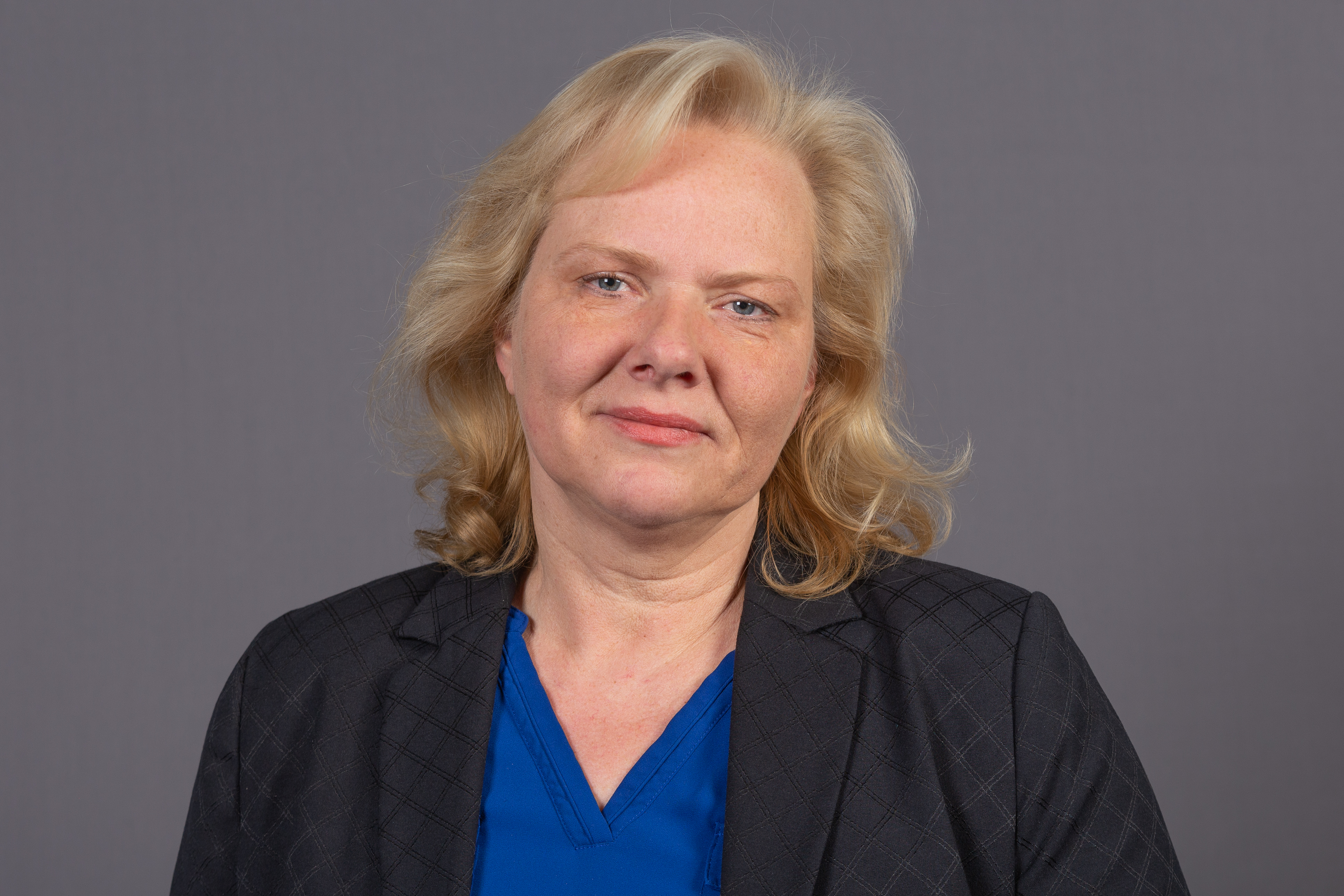
Ulrike Schielke-Ziesing (2020)

Ulrike Schielke-Ziesing (* 17. Juni 1969 in Neubrandenburg) ist eine deutsche Politikerin (Alternative für Deutschland). Sie ist seit 2017 Mitglied des Deutschen Bundestages.

## Berufliche Tätigkeit
Schielke-Ziesing machte im Jahr 1987 ihr Abitur und begann 1989	die Ausbildung zum Facharbeiter für Datenverarbeitung (Großrechenanlagen). Sie war bis 1991 als Softwareentwicklerin tätig. Seit 1991 ist sie bei der Deutschen Rentenversicherung Nord in Neubrandenburg als Verwaltungswirtin (FH) im gehobenen Dienst beschäftigt.

## Politik
Seit Juli 2013 ist sie Mitglied der Partei Alternative für Deutschland (AfD). Sie war von November 2014 bis November 2017 Landesschatzmeisterin der AfD Mecklenburg-Vorpommern und ist Leiterin des Landesfachausschusses „Soziale Sicherungssysteme“; Mitglied des Bundesfachausschusses „Soziale Sicherungssysteme“. Sie kandidierte bei der Bundestagswahl 2017 als Direktkandidatin der AfD im Bundestagswahlkreis Mecklenburgische Seenplatte II – Landkreis Rostock III und auf Platz 3 der AfD-Landesliste und wurde über die Landesliste in den Deutschen Bundestag gewählt. Auch bei der Bundestagswahl 2021 zog sie über die Landesliste in den Bundestag ein. Bei der Bundestagswahl 2025 gewann sie mit 41,1 Prozent der Erststimmen das Direktmandat im Wahlkreis.
Im 19. Deutschen Bundestag war sie Obfrau der AfD im Rechnungsprüfungsausschuss sowie ordentliches Mitglied im Ausschuss für Arbeit und Soziales und im Haushaltsausschuss. Sie ist zudem rentenpolitische Sprecherin der Fraktion. Auch im 20. Deutschen Bundestag gehörte sie diesen Ausschüssen an.

### Positionen
Ulrike Schielke-Ziesing sagte im Juli 2017, Deutschland brauche die Europäische Union nicht, stattdessen plädierte sie für eine Wiederbelebung der Europäischen Wirtschaftsgemeinschaft. Die Zeit schrieb nach ihrer Wahl in den Bundestag im September 2017 über Schielke-Ziesing: „Trotz ihres Amts als Landesschatzmeisterin ist Ulrike Schielke-Ziesing bisher politisch kaum öffentlich aufgefallen.“ Ulrike Schielke-Ziesing war Erstunterzeichnerin der Erfurter Resolution.
Im März 2018 wandte sich Schielke-Ziesing als Mitglied der parteiinternen Gruppe namens „Alternative Mitte“ gegen den Kurs ihres Landesverbands, welcher keinen Grund sah, sich eindeutig von rechtsextremistischen Personen abzugrenzen.

## Privates
Ulrike Schielke-Ziesing ist verheiratet und hat drei Kinder. Sie wohnt in Lebbin.